# Monk in Pieces
Monk in Pieces és un documental del 2025 dirigit per Billy Shebar sobre la compositora i intèrpret Meredith Monk. En la seva setena dècada de creativitat, reflexiona sobre com la seva obra pot continuar sense ella. La pel·lícula inclou entrevistes amb David Byrne i Björk, que parlen de la profunda influència de Monk en la seva obra. S'ha subtitulat al català.
Es va estrenar al 75è Festival Internacional de Cinema de Berlín el 18 de febrer de 2025, a la secció Panorama. Va ser nominada a millor pel·lícula documental/assagística als 39ns premis Teddy.